# New Jersey Turnpike Authority

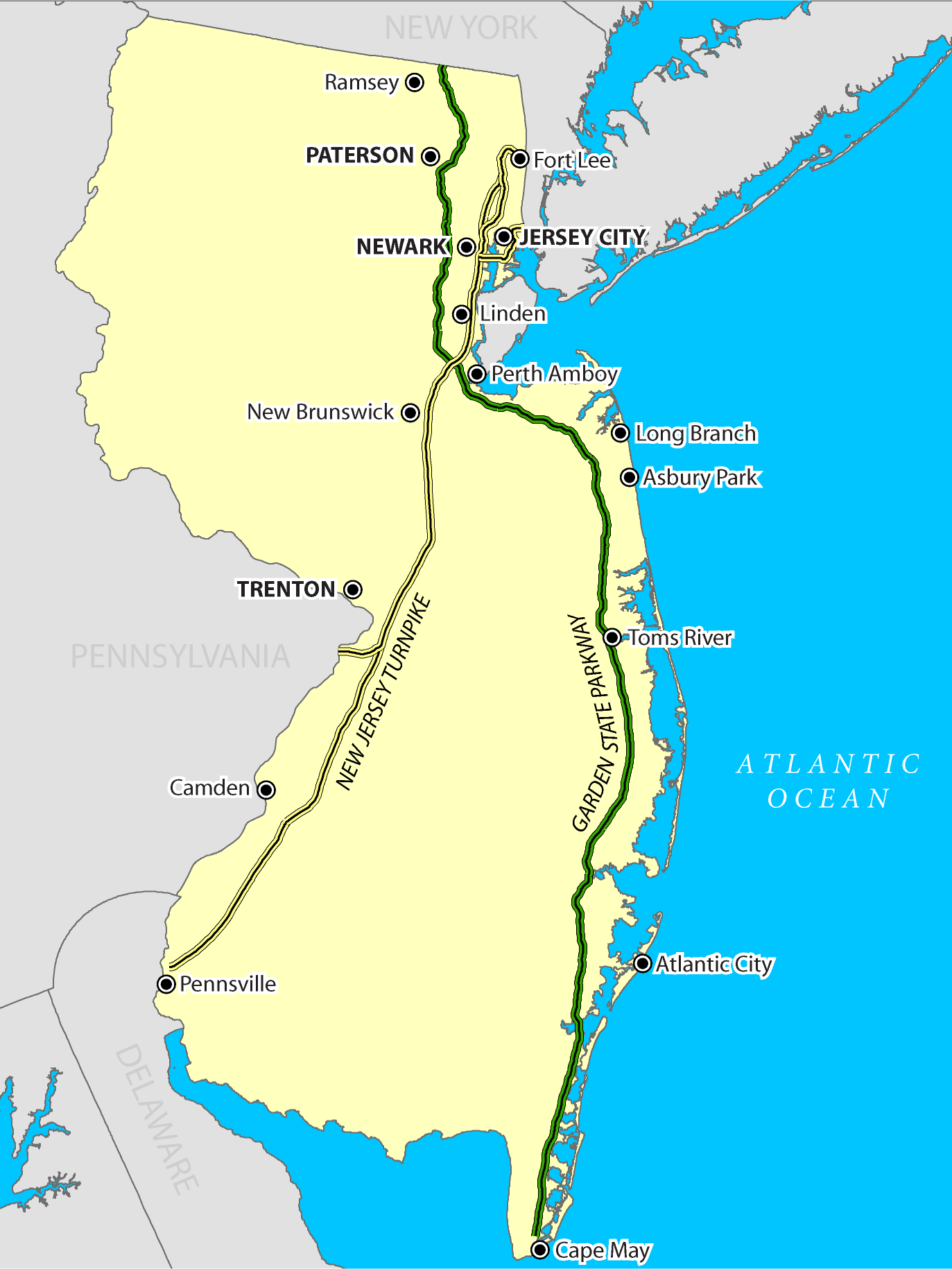
Karta över New Jersey Turnpike och Garden State Parkway

New Jersey Turnpike Authority (NJTA) är en delstatlig myndighet som ansvarar för att underhålla New Jersey Turnpike och Garden State Parkway, två avgiftsbelagda vägar i den amerikanska delstaten New Jersey. Byrån har sitt huvudkontor i Woodbridge Township, New Jersey. NJTA skapades 1949 för att övervaka byggandet och underhållet av New Jersey Turnpike. År 2003 tog myndigheten kontroll över Garden State Parkway, som tidigare hade underhållits av en myndighet känd som New Jersey Highway Authority (NJHA).